# Seznam francoskih geologov
Seznam francoskih geologov.

## B
- Charles Barrois
- Pierre Berthier
- François Sulpice Beudant
- Gérard Bignot (1935-2007)
- Pierre Boitard
- Ami Boué
- André-Jean-François-Marie Brochant de Villiers
- Adolphe Theodore Brongniart - paleobotanik
- Alexandre Brongniart

## C
- Andre Cailleux
- Lucien Cayeux

## D
- Adolphe d'Archiac
- Gabriel Auguste Daubrée
- Jean-Jacques Delannoy (antropo-geomorfolog)
- Achille Ernest Oscar Joseph Delesse
- Gérard Paul Deshayes
- Nicolas Desmarest
- Jules Desnoyers
- Dolomieu; Déodat de Dolomieu (1750–1801)
- Joseph Marie Elisabeth Durocher

## E
- Jean-Baptiste Élie de Beaumont

## F
- Barthélemy Faujas de Saint-Fond
- Ferdinand André Fouqué
- Joseph Jean Baptiste Xavier Fournet

## G
- Jean Albert Gaudry
- Jean-Étienne Guettard

## H
- Edmond Hébert

## J
- Jean-Baptiste L. Romé de l'Isle

## K
- Katia and Maurice Krafft

## L
- Antoine Lacroix
- Albert Auguste Cochon de Lapparent
- Louis Lartet
- Charles Lory

## M
- Auguste Michel-Lévy

## P
- Ours-Pierre-Armand Petit-Dufrénoy
- Constant Prévost

## S
- Charles Joseph Sainte-Claire Deville

## T
- Pierre-Marie Termier

## W
- Patrick De Wever